# Петрухно Денис Олександрович
Денис Олександрович Петрухно (18 вересня 1989, м. Київ, СРСР) — український хокеїст, захисник. Виступає за Донбас Донецьк (Чемпіонат України з хокею). 
Вихованець хокейної школи «Сокіл» (Київ). Виступав за «Кепітал Дистрикт» (EJHL), «Спрингфілд Дж. Блюз» (NAHL), «Ларедо Бакс» (КХЛ), «Харківські Акули».
Чемпіон України 2016.
У складі національної збірної України провів 7 матчів (0+0), учасник чемпіонату світу 2012 (дивізіон I). У складі молодіжної збірної України учасник чемпіонату світу 2009 (дивізіон I). У складі юніорської збірної України учасник чемпіонатів світу 2006 (дивізіон I) і 2007 (дивізіон II).